# Perozelo
Perozelo ist eine Gemeinde (Freguesia) im Norden Portugals.
Perozelo gehört zum Kreis Penafiel im Distrikt Porto, umfasst eine Fläche von 4,0 km² und hat 1317 Einwohner (Stand 19. April 2021).